# Orte Scalo
Orte Scalo è una frazione del comune di Orte, in provincia di Viterbo, nel Lazio.
Ha circa 2 800 abitanti e si trova a 3,86 km a sud-est del comune di Orte ad una altitudine di circa 52 m s.l.m. È sede di un importante snodo ferroviario.
Il principale luogo di culto di Orte Scalo è la Chiesa dei santi Giuseppe e Marco, situata su Corso Garibaldi.